# توافقيات كروية

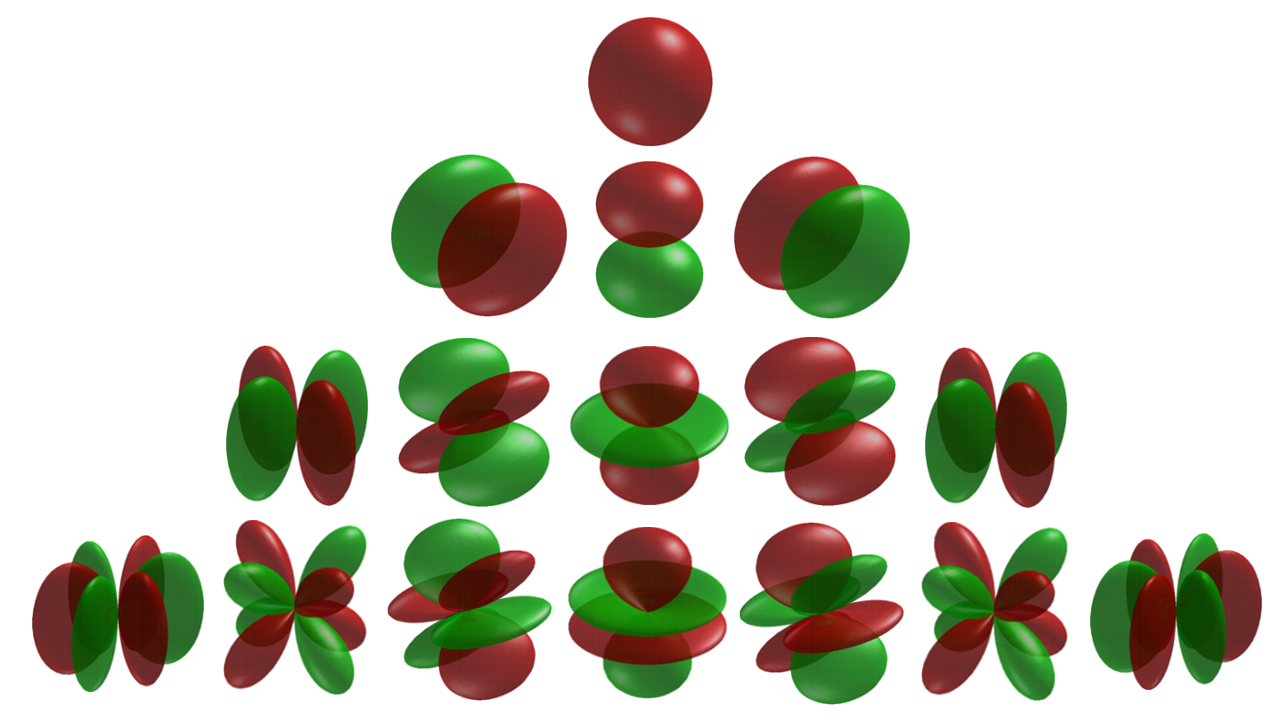
التمثيلات البصرية للأعداد الأولى القليلة للتوافقيات الكروية. تمثل الأجزاء الحمراء مناطق تكون فيها الوظائف إيجابية، أما الأجزاء الخضراء فتمثل المناطق التي تكون فيها الوظائف سلبية.

في علم الرياضيات، يشير مصطلح التوافقيات الكروية إلى الجزء الذي يمثل زوايا مجموعة من حلول معادلة لابلاس. إن التوافقيات الكروية للإبلاس والمتمثلة في نظام من الإحداثيات الكروية، {\displaystyle Y_{\ell }^{m}} عبارة عن مجموعة من التوافقيات الكروية التي تشكل نظامًا متعامدًا، تم تقديمه لأول مرة بواسطة بيير سيمون دي لابلاس عام 1782. تظهر أهمية التوافقيات الكروية في الكثير من التطبيقات النظرية والعملية، بالأخص في حساب المدار الذري وتكوينات الإلكترون وتمثيل حقل الجاذبية والجيود والحقل المغناطيسي للكوكب والنجوم وخصائص خلفية الموجات شديدة القصر للكون. تلعب التوافقيات الكروية دورًا هامًا في الرسومات ثلاثية الأبعاد بالكمبيوتر، ويتمثل ذلك في مجموعة واسعة من الموضوعات التي تتضمن الإضاءة غير المباشرة (الانسداد المحيطي والإضاءة الشاملة والنقل الإشعاعي سابق الحساب وما إلى ذلك) والتعرف على الأشكال ثلاثية الأبعاد.

## معلومات تاريخية
تم البحث في مجال التوافقيات الكروية لأول مرة فيما يتعلق بالكمون النيوتيني لقانون نيوتن للجاذبية العالمية في ثلاثة أبعاد. وفي عام 1782، حدد بيير سيمون لابلاس في كتابه Mécanique Céleste، أن الكمون النيوتيني عند النقطة x مقترنة بمجموعة من كتل النقاط mi الموجودة عند النقطتين xi والتي تمثلت من خلال
{\displaystyle V(\mathbf {x} )=\sum _{i}{\frac {m_{i}}{|\mathbf {x} _{i}-\mathbf {x} |}}.}
ويعتبر كل مصطلح مذكور في التلخيص المذكور أعلاه عبارة عن الكمون نيوتيني لكتلة نقطة. ولكن قبل هذا الوقت، بحث أدريان ماري ليجيندري في توسع الكمون النيوتيني في القوى لـ r = |x| وr1 = |x1|. واكتشف أنه إذا كان r ≤ r1 إذاً
{\displaystyle {\frac {1}{|\mathbf {x} _{1}-\mathbf {x} |}}=P_{0}(\cos \gamma ){\frac {1}{r_{1}}}+P_{1}(\cos \gamma ){\frac {r}{r_{1}^{2}}}+P_{2}(\cos \gamma ){\frac {r^{2}}{r_{1}^{3}}}+\cdots }
حيث γ هي الزاوية بين المتجهين x وx1. أما وظائف Pi فهي متعددات المخارج لليجيندري وهي حالة خاصة من حالات التوافقيات الكروية. ولاحقًا في مذكراته عام 1782، بحث لابلاس هذه المعاملات باستخدام المنسقات الكروية لتمثيل الزاوية γ بين x1 وx. (انظر تطبيقات متعددات المخارج لليجيندري في الفيزياء للحصول على المزيد من التحليل المفصل.)
في عام 1867، قدم كل من ويليام طومسون (اللورد كيلفن) وبيتر جوثر تايت التوافقيات الكروية الصلبة في بحثهم رسالة حول الفلسفة الطبيعية، كما قدموا أيضًا لأول مرة اسم «التوافقيات الكروية» لهذه الوظائف. كانت التوافقيات الكروية عبارة عن حلول متجانسة لمعادلة لابلاس
{\displaystyle {\frac {\partial ^{2}u}{\partial x^{2}}}+{\frac {\partial ^{2}u}{\partial y^{2}}}+{\frac {\partial ^{2}u}{\partial z^{2}}}=0.}
ومن خلال فحص معادلة لابلاس في المنسقات الكروية، غطى كل من طومسون وتايت التوافقيات الكروية للإبلاس. وتم توظيف مصطلح «معاملات لابلاس» بواسطة ويليام ويل لوصف نظام الحلول المحدد المقدم بجانب هذه الخطوط، بينما احتفظ الآخرون بهذا التخصيص التوافقيات الكروية النطاقية التي تم تقديمها بشكل مناسب بواسطة لابلاس وليجاندر.